# Hãnh diện da trắng

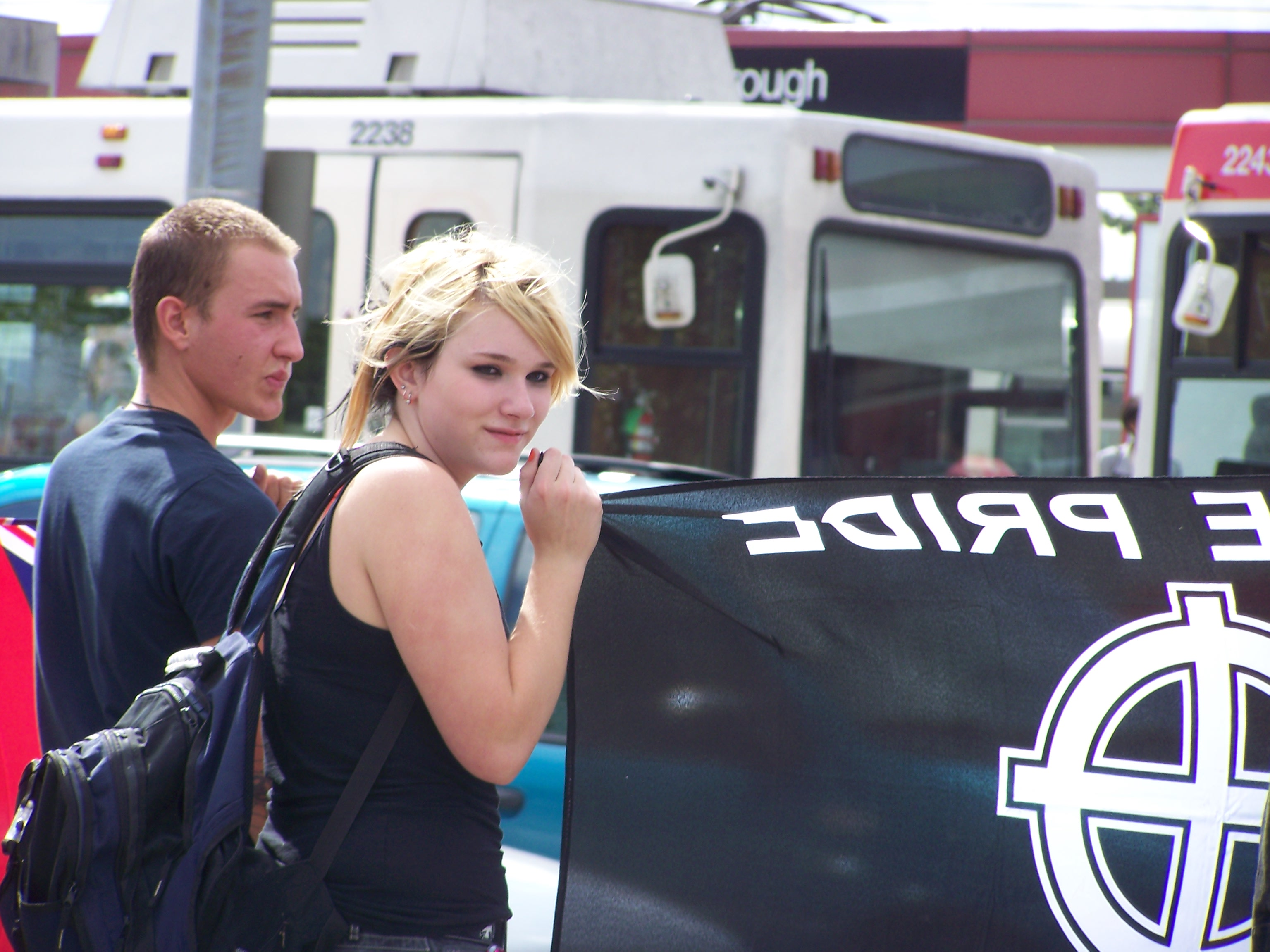
Nhóm người biểu tình ở Calgary với khẩu hiệu Hãnh diện da trắng-White pride

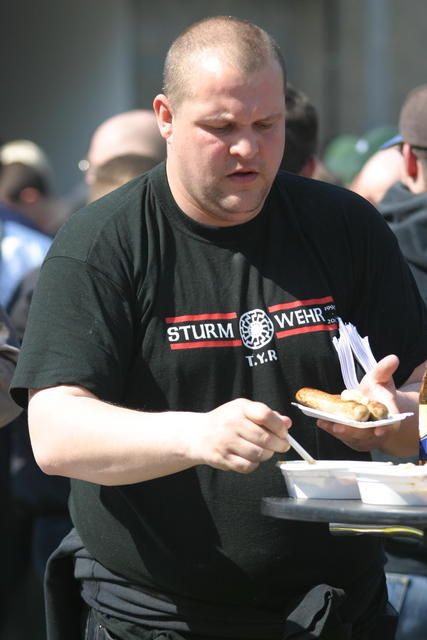
Sascha Wagner-một nhân vật trong tổ chức tân Phát xít

Hãnh diện da trắng (White pride) là niềm kiêu hãnh của người da trắng và quyền lực của người da trắng với những biểu hiện chủ yếu được các tổ chức theo thuyết người da trắng thượng đẳng, chủ nghĩa dân tộc da trắng, chủ nghĩa phát xít, Chủ nghĩa Tân quốc xã và chủ nghĩa thượng đẳng của người da trắng sử dụng nhằm kêu gọi quan điểm phân biệt chủng tộc hoặc nghiên cứu về phân biệt chủng tộc. Nó cũng là khẩu hiệu được nhóm Stormfront nổi tiếng hậu Ku Klux Klan sử dụng và là một thuật ngữ được sử dụng để làm cho quan điểm phân biệt chủng tộc/chủ nghĩa phân biệt chủng tộc trở nên dễ chấp nhận hơn đối với công chúng, những người có thể có tiền sử liên hệ đến các hành vi lạm dụng với các thuật ngữ chủ nghĩa dân tộc da trắng, chủ nghĩa phát xít mới và người theo chủ nghĩa da trắng thượng đẳng. Một số người ủng hộ luận điểm quyền lực thuộc về người da trắng đã cam kết lật đổ chính phủ Hoa Kỳ và thành lập một quốc gia dân tộc da trắng bằng cách sử dụng các chiến thuật bán quân sự.
Phong trào quyền lực của người da trắng (White power movement) nổi lên từ thời kỳ Việt Nam có chung một số đặc điểm chung với các phong trào phân biệt chủng tộc trước đó ở Hoa Kỳ, nhưng nó không chỉ đơn thuần là gây tiếng vang. Không giống như các lần lặp lại trước đây của Ku Klux Klan và chủ nghĩa thượng đẳng của người da trắng, phong trào quyền lực của người da trắng không tuyên bố phục vụ chính quyền nhà nước, thay vào đó, quyền lực của người da trắng coi chính quyền nhà nước là mục tiêu tranh đấu của mình, tuyên chiến chống lại chính phủ liên bang vào năm 1983. Các nhà xã hội học Betty A. Dobratz và Stephanie L. Shanks-Meile đã xác định tuyên ngôn tranh đấu "Quyền lực của người da trắng! Niềm hãnh diện của người da trắng!" (White Power! White Pride!) là "một câu khẩu hiệu được sử dụng nhiều của những người ủng hộ phong trào thượng đẳng da trắng". Các nhà khoa học chính trị và xã hội thường lập luận rằng ý tưởng về "niềm hãnh diện của người da trắng" là một nỗ lực nhằm mang lại một bộ mặt công chúng trong sạch hoặc dễ chấp nhận hơn cho quyền lực tối cao của người da trắng hoặc chủ nghĩa thượng tôn của người da trắng và đó là lời kêu gọi đối tượng rộng rãi hơn với hy vọng kích động bạo lực chủng tộc lan rộng hơn.